# Tim Burroughs
Timothy Burroughs, detto Tim (Hopkins, 14 ottobre 1969), è un ex cestista statunitense, professionista in Europa.

## Carriera
È stato selezionato dai Minnesota Timberwolves al secondo giro del Draft NBA 1992 (51ª scelta assoluta).

## Palmarès
- Campionato turco: 1

Efes Pilsen: 1993-94